# Blaskovich Ernő
Ebeczki Blaskovich Ernő (Tápiószentmárton, 1834. január 14. – Budapest, 1911. május 18.) magyar nagybirtokos, mezőgazdász, sportoló, úrlovas, lótenyésztő, a tápiószentmártoni ménes alapítója. A   minden versenyét megnyerő Kincsem nevű verhetetlen csodaló tulajdonosa.

## Családja
A jómódú és tekintélyes nemesi származású ebeczki Blaskovich család sarja. Édesapja ebeczki Blaskovich Bertalan (1794–1859), táblabíró, 1816 és 1827 között a kecskeméti járás szolgabírája, a Vaskorona-rend vitéze, édesanyja a zsadányi Almásy család köznemesi ágából való, zsadányi Almássy Erzsébet (1801–1872) volt. Az apai nagyszülei ebeczki Blaskovich József (1771–1859), táblabíró, honti országgyűlési követ, földbirtokos és fáji Fáy Anna (1776–1839) voltak. Az anyai nagyszülei zsadányi Almássy József (1774–1858), Heves vármegye alispánja, majd Gömör vármegye főispánja, földbirtokos, és Kovanetz Franciska (1781–1833) voltak. Blaskovich Ernő nagybátyja ebeczki Blaskovich Gyula (1806–1850) Heves vármegye főispánja volt, aki az 1848-as szabadságharc alatt alispánként vezette a megyét.
A lóhoz értés, a lószeretet öröklődött a Blaskovich családban. Mindegyik Blaskovich tenyésztett, lovagolt és hajtott. A család története során 14 Blaskovich birtokolt telivért (II. József, Bertalan, II. Pál, I. Sándor, II. Bertalan, István, Miklós, Ernő, Elemér, László, Aladár, Ernő, Péter, ifj. Ernő). Ernő nagyapja, Blaskovich József, már komolyabban foglalkozott a versenyló-tenyésztéssel; már az első pesti versenynapokon, 1827 júniusában, a Széchenyi István által megindított magyar lóversenyzés harmadik versenynapján, 9-én, az ő méneséből való 5 éves névtelen fekete kanca Eszterházy Károly gróf színeiben nyert egy külön fogadásos versenyt Andrássy György 5 éves szürke kancája, Confidance ellen. Blaskovich József és fia Ernő, 1828-ban a Pesti Gyep alapításának aláírói közé is tartoztak. Az első pálya a Rákosmezőn volt, az első lófuttatást 1827. június 6-án rendezték itt, Pest városának "gyepén". Blaskovich József kiváló lótenyésztő hírében állt.

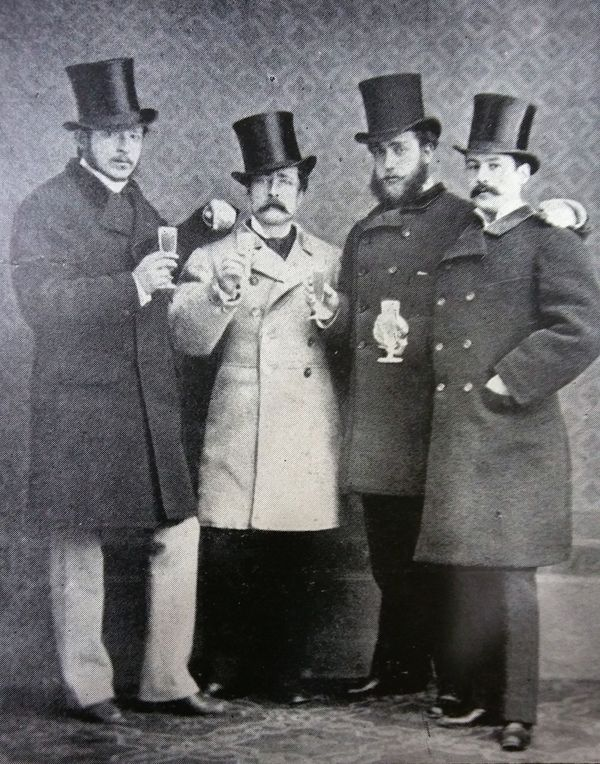
Blaskovich Ernő világos felöltőben (1865)

Blaskovich Ernő egyik nagybátyja, Blaskovich Pál már neves kocsihajtó volt. Blaskovich Pál 1847-ben István főherceget másfél óra alatt vitte bravúros hajtással egy olyan úton, amit addig még három óra alatt sem teljesített jó kocsis, jó lovakkal. Azóta terjedt el a közmondás Magyarországon: „hajt, mint egy Blaskovich...”
…a Blaskovich fiúk az egész Tápió mentén ismertek és kedveltek voltak a köznép előtt is. Számos parasztgazda famíliájához hivatalosak voltak a lakodalmakba, mert szerettek táncolni, jó táncosok voltak az „úrfiak." Egy ilyen lakodalom kapcsán történt állítólag a következő mulatságos eset. A menyasszonyt már mind a négy idősebb Blaskovich fiú megtáncoltatta és Ernő került sorra. A menyasszony azonban elfordult a legifjabb Blaskovichtól, a következő mondással: „az Erneszt úrral nem táncolok, mert a Németet vitte!" - A történet lehet legenda, az igazság azonban az, hogy 1858-ban, amikor Ferenc József Erzsébet királyné kívánságára utazást tett Magyarországon, Pest vármegyén keresztül Blaskovich Ernő vitte a megyehatárig négyesfogatán.

## A tápiószentmártoni ménes

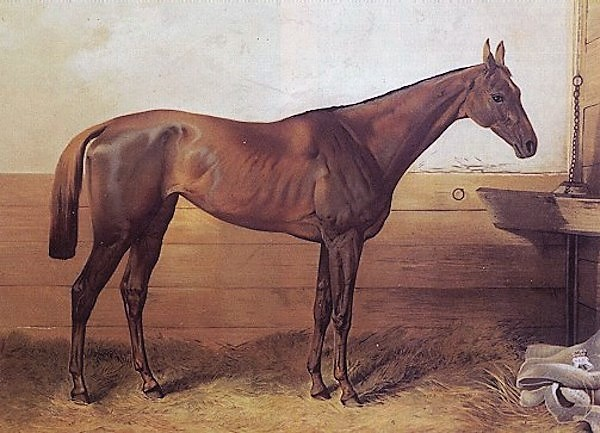
A tápiószentmártoni ménes 10. évjáratában született a világhírűvé vált és verhetetlen Kincsem, a csodaló. 4 éves versenyzői pályafutása alatt soha nem betegedett meg, és mindvégig versenyképes állapotban maradt.

Kincsem születési helye körüli eltérő híradások 
1874 július 15. és 1887. március 24. között

A tápiószentmártoni ménes volt Magyarország legrégibb magánménese, amelyben 1864-től kezdődően 80 évjáratot neveltek fel. Az angol telivérek tenyésztése 1863-ban kezdődött. Ebben az évben osztotta be tenyésztésre Blaskovich Ernő az első két kancát: Arankát és Palmyrát. Blaskovich Ernő „...jó gazda volt és nagyvonalú gavallér. Büszke volt jól karbantartott birtokára, kitűnő gabonájára, legelőire állataira, különösképpen szerette a rózsákat..., mindig takarékos ember maradt. A Reáltanoda utcában épített palotája ma is áll.”
Az agglegény Ernő, Ernest, „Neszti” négy idősebb bátyával ellentétben pici, vékony csontú ember volt. Fiatal korától rajongott a lovakért. A Magyar Lovaregylet tagjaként 1857-1876 között úrlovasként aratott szép sikereket. 1863-ban alapította meg a ménest Tápiószentmártonban. A ménes 10. évjáratában született a külföldön „Hungarian miracle” és „The Hungarian yellow WonderMare” néven nevezett Kincsem.
Özv. Rudnay Józsefné Veres Szilárda Emlékeim című 1922-ben megjelent művében így írt: „Blaskovich Ernő, a „Kincsem” futólónak gazdája, amely neki egy budapesti házat szerzett diadalaival, azt állította, hogy istállójának nagy hírneve a tápiószentmártoni zabnak tulajdonítható.”
Egyéb híres és jó lovaik voltak: Budagyöngye, Ollyan nincs!, Dandár, Beregvölgy, Miczi.
Tápiószentmártonban a ménes 80. évjárata még megszületett, majd a második világháború során, 1944 őszén megsemmisült.
A tápiószelei kis Blaskovich-kastély ma családi múzeum. Tápiószentmártonban 1999-ben került átadásra a Kincsem Lovaspark területén létrehozott Kincsem múzeum, amely a helyi ménesben született csodakanca, Kincsem tiszteletére állít emléket. A Blaskovich család több tagja a tápiószentmártoni temetőkápolna mögötti Blaskovich sírkertben van eltemetve.
2017-ben egy romantikus kalandfilmet készítettek róla és Kincsem nevű lováról. A filmben Blaskovich szerepét Nagy Ervin alakította.